# Whole Lotta Love
«Whole Lotta Love» (Много-много любви) — песня английской рок-группы Led Zeppelin. Это первый трек со второго студийного альбома группы Led Zeppelin II, который был выпущен в качестве сингла в 1969 году в нескольких странах; как и в случае с другими песнями Led Zeppelin, ни один сингл не был выпущен в Великобритании. В США он стал их первым хитом и был признан золотым. Части текста песни были адаптированы из песни Вилли Диксона «You Need Love», записанной Мадди Уотерсом в 1962 году; первоначально она не была приписана Диксону, но в 1985 году был урегулирован судебный иск с выплатой Диксону и зачислением на последующие релизы.
В 2004 году песня заняла 75-е место в списке 500 величайших песен всех времён по версии журнала Rolling Stone, а в марте 2005 года журнал Q поместил «Whole Lotta Love» на третье место в своём списке 100 величайших гитарных треков. Он занял 11-е место в аналогичном списке журнала Rolling Stone. В 2009 году она была названа третьей величайшей хард-рок песней всех времён по версии VH1. В 2014 году слушатели BBC Radio 2 проголосовали за «Whole Lotta Love» как за песню, содержащую величайший гитарный рифф всех времён.

## История создания
В 1962 году Мадди Уотерс записал «You Need Love», которую написал для него его сверстник Вилли Диксон. В 1966 году британская мод-группа Small Faces записала песню «You Need Loving» для своего одноимённого дебютного Decca LP. Некоторые кусочки текста в версии Led Zeppelin были заимствованы из песни Вилли Диксона, любимца Планта. Фразировка Планта особенно похожа на фразировки Стива Мэрриотта в версии Small Faces. Сходство с «You Need Love» могло привести к судебному иску против Led Zeppelin в 1985 году, но спор был урегулирован во внесудебном порядке в пользу Диксона. Роберт Плант, большой поклонник блюз- и соул исполнителей, регулярно цитировал другие песни, особенно на своих концертах.
Рифф Пэйджа был риффом Пейджа. Он был там прежде всего. Я просто подумал: «Ну, что я буду петь?» И спел это, украл. Теперь с радостью расплатились. В то время было много разговоров о том, что делать. Было решено, что прошло столько времени, и повлияло так же то что... ну, тебя поймают только если ты преуспеешь. Это игра.Роберт Плант, Маниакальная личность Роберта Планта

Я точно объяснил ему, чего хочу от средней части Whole Lotta Love, и он блестяще помог мне достичь желаемого. У нас было заготовлено много звуков на плёнке, включая терменвокс и обратное эхо слайд-гитары, но именно его познания в области низкочастотных колебаний помогли мне эту картину эффектов завершить. В противном случае пришлось бы искать другие решения. — Джимми Пейдж, Guitar World, 1993Оригинальный текст (англ.)I told him exactly what I wanted to achieve and in the middle of "Whole Lotta Love", and he absolutely helped me to get it. We already had a lot of the sounds on tape, including a theramin and slide with backwards echo, but his knowledge of low-frequency oscillation helped complete the effect. If he hadn't known how  to do that, I would have had to try for something else.
На концертах Led Zeppelin исполняли эту песню на протяжении почти всей своей карьеры, вплоть до их распада в 1980 году. Песня разрасталась, в неё «приходили» различные вставки из других песен (ранее исполнявшиеся как часть «How Many More Times» из первого альбома группы), в том числе «Good Times, Bad Times», «Your Time Is Gonna Come» и другие.
«Whole Lotta Love», наряду с «Stairway To Heaven» (из альбома Led Zeppelin IV), считается одной из самых великих композиций Led Zeppelin. Гитарный рифф песни признан слушателями британского Radio 2 лучшим гитарным риффом XX века. По мнению музыкального продюсера Стива Левайна, рифф является одним из самых важных гитарных риффов XX века.

## Отзывы критики
Журнал Kerrang! от 17 октября 2009 года поместил рифф «Whole Lotta Love» на 3 позицию в списке «Ста самых убойных риффов в истории», отметив: 

Заикающийся, спотыкающийся и наконец — взрывающийся, рифф «Whole Lotta Love» открывает второй альбом Led Zeppelin, развертывая шедевр, который за ним скрывается… Тот факт, что многие годы этот рифф открывает чарт-программу BBC Top of the Pops и даже прозвучал на церемонии закрытия Олимпиады в Пекине, говорит о том, насколько он неподвластен времени. За 40 лет с момента создания рифф ничуть не утратил своего великолепного сладострастия.

## Кавер-версии
Песня многократно перепевалась многими музыкантами и группами. В Великобритании была выбрана музыкальной темой для телевизионной программы Top of the Pops в период с 1970-х по 1980-х года. Песня также прозвучала на церемонии закрытия Олимпийских Игр 2008 года в Пекине 24 августа 2008 в альтернативной версии с участием Джимми Пэйджа и певицы Леоны Льюис. Льюис и организаторы попросили, чтобы часть слов была изменена, особенно строчка «I’m gonna give you every inch of my love» («Я отдам тебе каждый дюйм своей любви»). Предполагалось заменить слово «дюйм» на слово «кусочек», но в финальном варианте эти слова вообще ушли из песни, впрочем как и весь третий куплет.